# Lavardens
 Lavardens  (también así en occitano) es una comuna francesa situada en el departamento de Gers, en la región de Occitania.

## Demografía
| 517 | 504 | 422 | 373 | 377 | 378 | 377 |
| Para los censos de 1962 a 1999 la población legal corresponde a la población sin duplicidades (Fuente: INSEE [Consultar]) |     |     |     |     |     |     |